# Cary A. Hardee

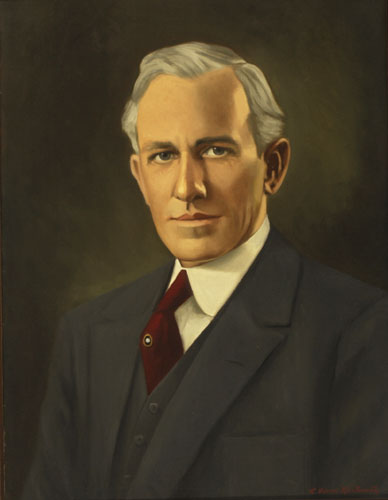
Cary A. Hardee

Cary Augustus Hardee (* 13. November 1876 im Taylor County, Florida; † 21. November 1957 in Live Oak, Florida) war ein US-amerikanischer Politiker und von 1921 bis 1925 der 23. Gouverneur von Florida.

## Frühe Jahre und politischer Aufstieg
Cary Hardee besuchte die Schulen seiner Heimat und wurde anschließend Lehrer. Nach einem Jurastudium ließ er sich in Live Oak als Anwalt nieder. Außerdem stieg er dort in das Bankgeschäft ein. Im Jahr 1902 war er Mitbegründer der First National Bank of Live Oak, deren Präsident er 1907 wurde. Darüber hinaus war er auch noch an der Mayo State Bank und der Branford State Bank beteiligt. Im Jahr 1905 wurde Hardee Staatsanwalt am 3. Gerichtsbezirk von Florida. Dieses Amt bekleidete er bis 1913. Zwischen 1915 und 1917 war er Abgeordneter und auch Präsident des Repräsentantenhauses von Florida. Im Jahr 1920 wurde er von seiner Demokratischen Partei zum Spitzenkandidaten für die anstehende Gouverneurswahl nominiert.

## Gouverneur von Florida
Nach dem deutlichen Wahlsieg gegen den Republikaner George E. Gay trat Hardee seine vierjährige Amtszeit am 4. Januar 1921 an. In seiner Regierungszeit wurde das Verleihsystem von Sträflingen zwecks Zwangsarbeit abgeschafft. In Florida entstanden sechs neue Bezirke (Countys) und die Verfassung des Staazes wurde überarbeitet. Die Änderungen betrafen vor allem das Steuerwesen und das Staatsrepräsentantenhaus. Damals wurde die erste Mineralölsteuer in Florida eingeführt. Der Elektrische Stuhl wurde zur legalen Hinrichtungsmethode in Florida. 

## Weiterer Lebensweg
Die Verfassung von Florida erlaubte keine direkte Wiederwahl eines Gouverneurs. Daher musste Hardee nach Ablauf der Amtszeit am 5. Januar 1925 aus seinem Amt ausscheiden. Er zog sich nach Live Oak zurück und widmete sich wieder seinen privaten Geschäften. Im Jahr 1932 bewarb er sich noch einmal um das Amt des Gouverneurs, scheiterte aber bereits in den Vorwahlen als Drittplatzierter. Den Rest seines Lebens verbrachte er in Live Oak, wo er im November 1957 verstarb. Cary Hardee war mit Maud Randle verheiratet. Hardee County in Florida ist nach ihm benannt.